# Kutyski
Kutyski (prononcé en polonais : [kuˈtɨski]) est un village polonais de la gmina de Kosów Lacki dans le powiat de Sokołów et dans la voïvodie de Mazovie, au centre-est de la Pologne.
Il se situe à environ de 8 kilomètres au sud de Kosów Lacki, 17 kilomètres au nord-ouest de Sokołów Podlaski et à 85 kilomètres au nord-est de Varsovie.